# Афанасьев, Семён Иванович
Семён Иванович Афанасьев (ок. 1750—1793) — корабельный мастер, обер-интендант бригадирского ранга Черноморского Адмиралтейского правления, строитель и организатор строительства кораблей Черноморского флота XVIII века, лично построил и спроектировал более 30 парусных военных кораблей для Российского императорского флота.

## Биография
Афанасьев Семён Иванович родился около 1750 года, в семье потомственного кораблестроителя И. И. Афанасьева. В 1768—1769 годах корабельный подмастерье Семён Афанасьев работал на донских верфях, где занимался поиском и заготовкой леса для постройки «новоизобретённых кораблей», которые строил его отец. На заготовках леса Семён познакомился с молодым мичманом Ф. Ф. Ушаковым, для эскадры которого впоследствии строил корабли. В 1770—1774 годах С. И. Афанасьев занимался поиском на Крымском полуострове леса пригодного для постройки линейных кораблей.
В 1774—1779 годах «подмастерье ранга капитанского» С. И. Афанасьев, по чертежам корабельного мастера А. С. Катасанова, самостоятельно построил на Новохопёрской верфи три 44-х пушечных номерных фрегата типа «Восьмой». Головной корабль — фрегат «Восьмой» (с 18 мая 1783 — «Острожный») был заложен 22 января 1774 года, спущен на воду 25 апреля 1778 года. Фрегат «Девятый» (с 18 мая 1783 — «Поспешный») был заложен 13 сентября 1778 года и спущен на воду 15 апреля 1779 года, «Десятый» (с 18 мая 1783 — «Крым») был построен и спущен на воду 14 апреля 1779 года. За качественную постройку этих кораблей С. Афанасьев в 1783 году был удостоен похвалы Адмиралтейств-коллегии.
26 мая 1779 года на Херсонской верфи по повелению графа Григория Потемкина был заложен первый 60-пушечный корабль «Святая Екатерина». Строился корабль под руководством корабельного мастера бригадирского ранга В. А. Селенянинова. При закладке он на 30 см увеличил глубину осадки корабля, сделав это без каких-либо объяснений в рапортах Адмиралтейств-коллегию. В 1780 году, по заявлению генерал-лейтенанта И. А. Ганнибала, Адмиралтейств-коллегией корабль признан негодным, Селянинов был отстранён от его дальнейшей постройки кораблей. В 1780 году, вместо отстранённого от дальнейшей постройки корабля мастера Селянинова, был назначен С. Афанасьев. 7 июля того же года на Херсонской верфи Афанасьев заложил по чертежу А. С. Катасанова два первых из пяти 66-ти пушечных линейных корабля типа «Слава Екатерины» — «Преображение господне» (спущен на воду 16 сентября 1783 года) и «Святой Павел» (спущен на воду 12 декабря 1784 года).
В 1781 году Афанасьев построил и спустил на воду торговое судно «Бористен», впоследствии перестроенное в военный корабль — фрегат Черноморского флота «Григорий Богослов». 28 июня 1781 года Афанасьев заложил ещё два 66-ти пушечных фрегата: «Мария Магдалина» (спущен ан воду 16 июня 1785 года) и «Александр» (спущен на воду 11 апреля 1786 года).
В 1784 году С. Афанасьев был произведён в корабельные мастера подполковничьего ранга. 28 декабря 1784 года Афанасьев заложил 54-х пушечный фрегат «Святой Георгий Победоносец», который после спуска на воду 16 июня 1785 года вошёл в состав Черноморского флота. 1 марта 1785 года на Херсонской верфи Семён Афанасьев заложил первый из двух 50-ти пушечных фрегатов собственного проекта — «Апостол Андрей». 13 апреля 1786 года корабль был спущен на воду. Второй фрегат «Александр Невский» был заложен 1 августа 1785 года и спущен на воду 15 мая 1787 года. 1 августа 1785 года Афанасьев заложил последний из пяти кораблей типа «Слава Екатерины» — «Святой Владимир», который был спущен на воду 15 мая 1787 года. 13 июня 1786 года Афанасьев заложил 66-пушечный линейный корабль «Мария Магдалина» (с 1799 года — «Мария Магдалина первая») на Херсонской верфи, который был спущен на воду 12 апреля 1789 года. В августе 1786 года Афанасьев приступил к строительству 80-ти пушечного линейного корабля «Иосиф II» (с 15 марта 1790 года «Рождество Христово») и 15 мая 1787 года спустил его на воду
.
16 мая 1787 года корабельный мастер подполковничьего чина Семён Афанасьев был произведён в чин полковничий. В 1787 году С. И. Афанасьев спроектировал двухдечный 100-пушечный линейный корабль, который так и не был заложен из-за начала русско-турецкой войны 1787—1791 годов. В 1788—1789 годах Афанасьев работал на Дону на Павловской верфи, где построил бомбардирский корабль «Новопавловск». После окончания постройки корабля, по приказу князя Г. А. Потемкина, корабельный мастер в 1889 году был возвращён на Херсонскую верфь, где создал проекты двух новых фрегатов — линейного и лёгкого.
Судостроительная деятельность С. И. Афанасьева высоко была отмечена князем Г. А. Потёмкиным, который писал императрице Екатерине II:

«Полковника и мастера корабельного Афанасьева весьма много мне способствовавшего во всех производимых по флоту строениях, которого и прошу пожаловать в обер-интенданты с чином бригадирским…»— Из письма Г. А. Потёмкина Екатерине II. 14.IV.1789
15 марта 1789 года на Херсонской верфи Афанасьев по своему проекту заложил 66-ти пушечный линейный корабль «Богоявление господне» (спущен на воду 22 марта 1791 года). В апреле 1789 года Афанасьев был пожалован чином обер-интенданта с бригадирским чином. В 1790 году был назначен руководителем Черноморского Адмиралтейского правления. Параллельно с кораблестроительными работами, контролировал обучение первых учеников Херсонского морского корпуса, организовывал работу канцелярских чинов в Севастопольском порту и на кораблях эскадры Ф. Ф. Ушакова, о чём докладывал Потёмкину. 30 сентября 1790 года заложил ещё один корабль «Сошествие Святого духа», позже переименованный в «Святая Троица» (спущен на воду 6 мая 1791 года). В 1790—1791 годах на Николаевской верфи по проекту Афанасьева строителем А. П. Соколовым были построены 44-х пушечный фрегат «Святой Николай» (спущен на воду 25 августа 1790 года) и линейный фрегат «Григорий Великия Армении» (спущен на воду 12 июня 1791 года). В 1791—1793 годах С. И. Афанасьев на Николаевской верфи по своему корабельному чертежу, совместно со строителем А. П. Соколовым, строил 80-ти пушечный линейны корабль Святой Павел. Это был последний корабль, который строил Афанасьев.
2 сентября 1793 года Афанасьев Семён Иванович был уволен «с чином и пенсионом» и в том же году умер.

## Кораблестроители Афанасьевы
В исторических источниках XVIII века и в последующих публикациях встречается информация о трёх корабельных мастерах Афанасьевых: Иван Афанасьев (1705—1784), Иван Иванович Афанасьев (1730—после 1774) и Семён Иванович Афанасьев. Порой каждому из них ошибочно приписывается авторство строительства кораблей другого. Историк, кандидат исторических наук А. А. Лебедев провёл историческое исследование биографий Афанасьевых и более правдиво изложил их в своих монографиях «Корабельные мастера Афанасьевы в судостроении юга России второй половины XVIII века» и «У истоков Черноморского флота России» и в одноименной книге.
- Дед — Иван Афанасьев (1705—1784), строитель пакетботов, бригантин, дубель-шлюпок и барж на Олонецкой верфи[1].
- Отец — Иван Иванович Афанасьев (1730— после 1774) — корабельный мастер полковничьего ранга, строитель кораблей для Балтийского флота, «новоизобретённых кораблей» и других судов для Азовской военной флотилии[1].